# Ferrari F1/87

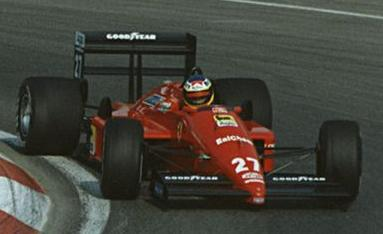
Michele Alboreto pilotando el F1/87/88C en el Gran Premio de Canadá de 1988.

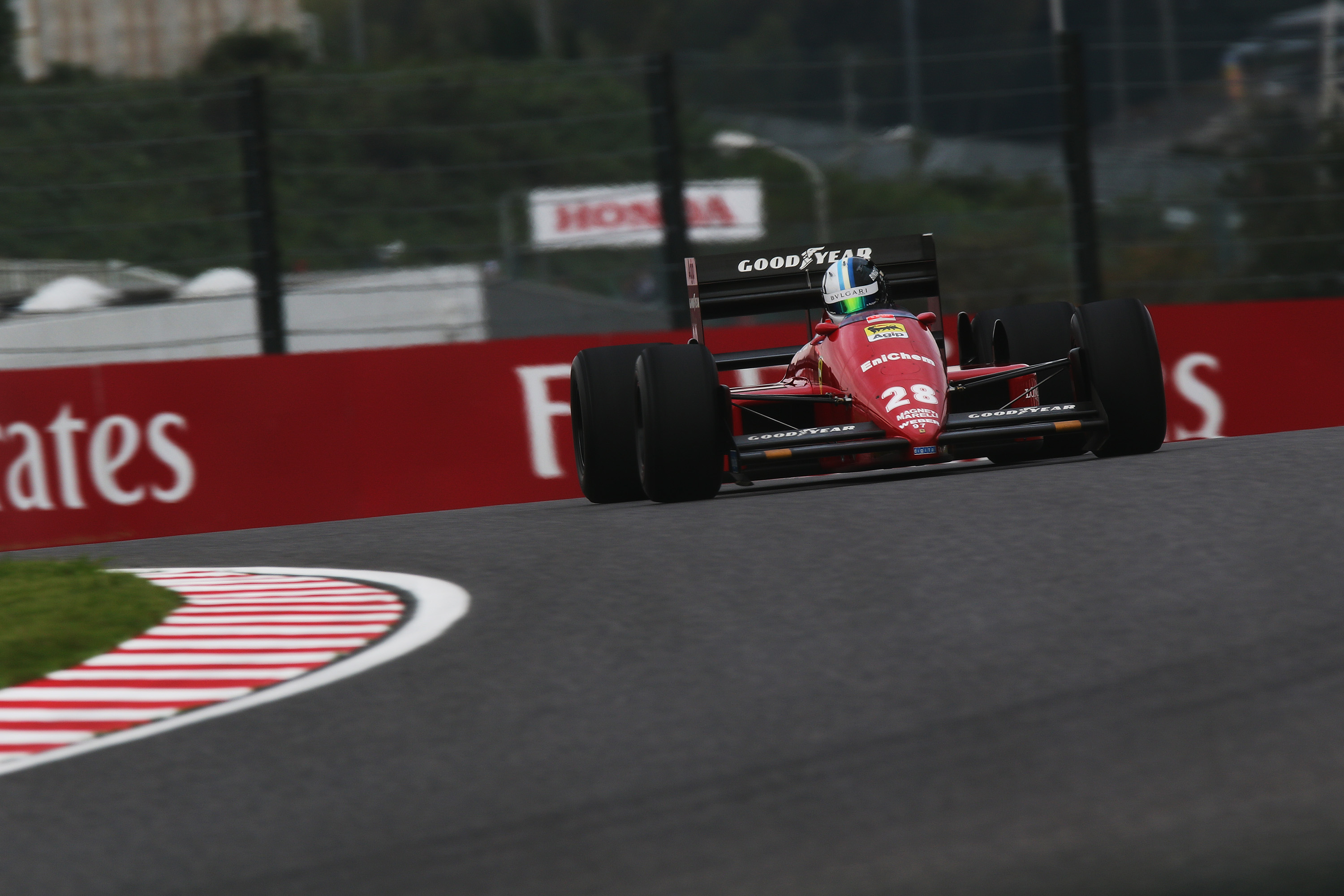
F1 87 de Berger siendo exhibido en el GP de Japón de 2018.

El Ferrari F1/87, y su versión F1/87/88C, fue un monoplaza de Fórmula 1 que usó el equipo Ferrari para la temporada 1987. Fue pilotado por Michele Alboreto (con el número 27) y Gerhard Berger (con el número 28). Este remplazó al Ferrari F1/86. Gustav Brunner fue el diseñador, con la ayuda de John Barnard. El F1/87 tenía una caja de cambios de seis velocidades con motor turbo de 1,5 litros V6. Gerhard Berger consiguió dos victorias con el F1/87 en el Gran Premio de Japón de 1987 y en el Gran Premio de Australia de 1987 y tres pole positions.

## F1/87/88C
Para la Temporada 1988 de Fórmula 1, el coche se actualizó según la nueva normativa y se renombró F1/87/88C. Los pilotos Michele Alboreto y Gerhard Berger terminaron tercero y quinto en el mundial de pilotos con Ferrari terminando segundo por detrás de McLaren en el mundial de constructores. El F1/87/88C consiguió una pole position en el Gran Premio de Gran Bretaña de 1988 en el circuito de Silverstone y una victoria en el Gran Premio de Italia de 1988 en Monza. Mientras se usaba el F1/87/88C para la competición de esa temporada, paralelamente se estaba desarrollando ya el Ferrari 639 y el Ferrari F1 640 para la Temporada 1989 de Fórmula 1.